# Władysław Raginis
Władysław Raginis (Zariny, 27 giugno 1908 – Góra Strękowa, 10 settembre 1939) è stato un militare polacco, insignito della Croce d'oro dell'Ordine Virtuti militari alla memoria nel corso della seconda guerra mondiale e della Gran Croce dell'Ordine della Polonia restituta.

## Biografia

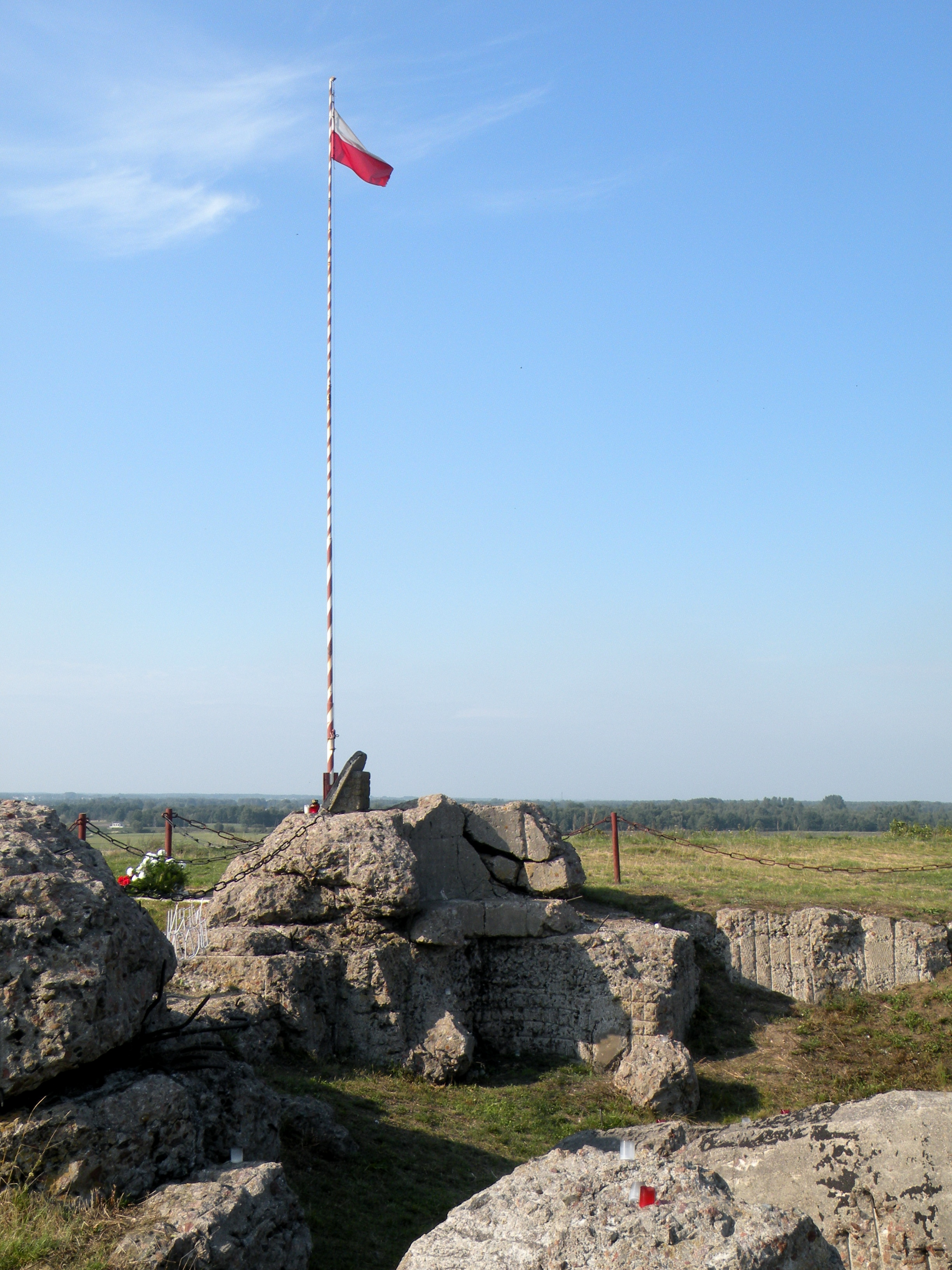
Il rifugio del capitano Władysław Raginis vicino a Góra Strękowa.

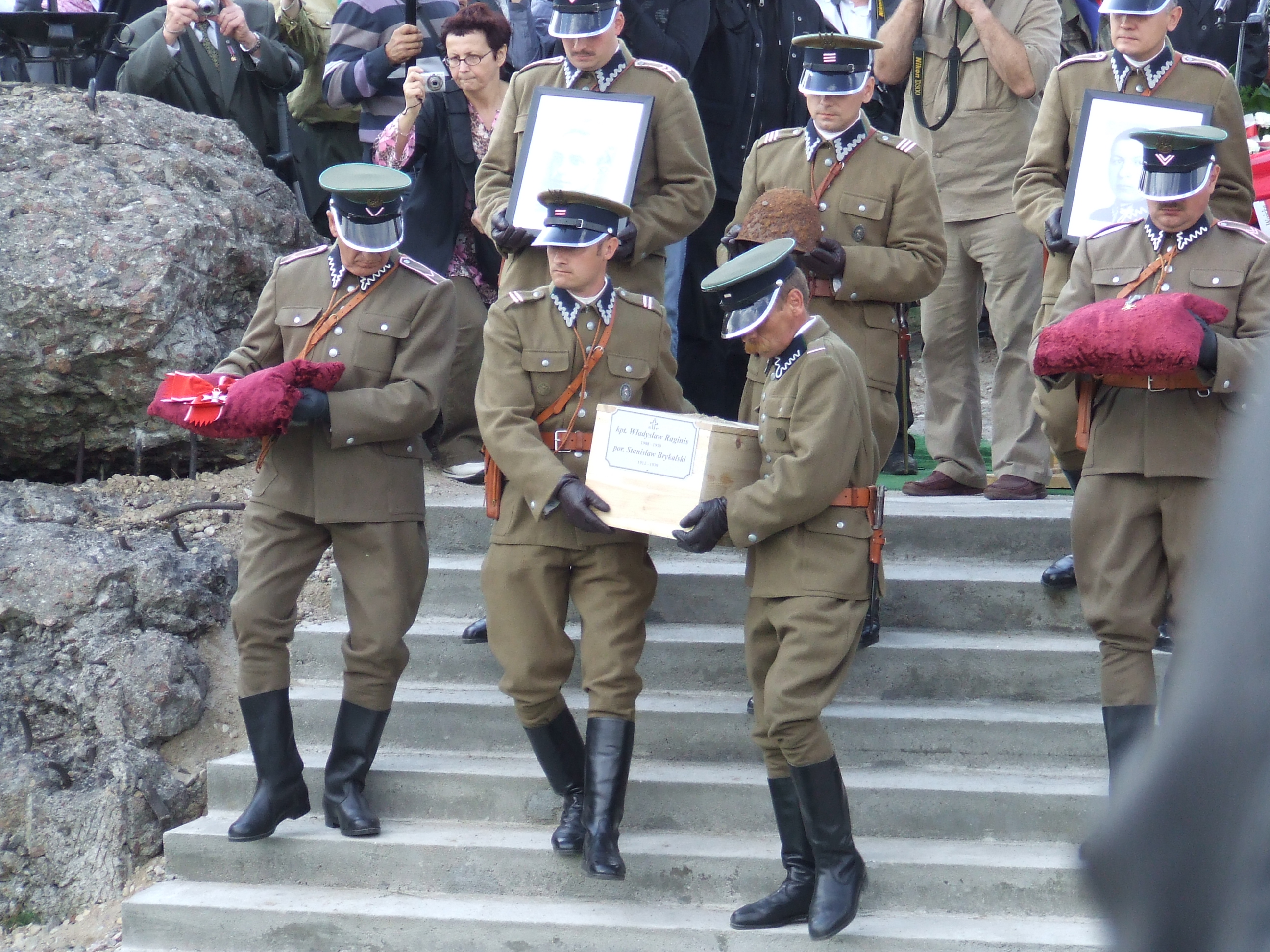
Funerali dei resti ritrovati del capitano Władysław Raginis e del tenente Brykalski a Góra Strękowa

Nacque nel villaggio di Zariny, vicino a (Dźwińsk), governatorato di Curlandia, Impero russo, (oggi in Lettonia), il 27 giugno 1908, all'interno di una famiglia di proprietario terrieri di forti sentimenti patriottici, figlio di Kazimierz e Genowefa Sokołowska. Dopo essersi diplomato alla scuola media di Vilnius, nel 1927 entrò nella scuola cadetti di fanteria di Komorów vicino a Ostrów Mazowiecka. Dopo il diploma, conseguito nel 1928, proseguì la formazione militare presso la Scuola ufficiali di fanteria, ottenendo il brevetto di sottotenente con anzianità dal 15 agosto 1930.  Successivamente prestò servizio nel 76 Lidzki Pułk Piechoty a Grodno come comandante di plotone e poi come comandante di compagnia di mitragliatrici pesanti. Con ordinanza del Presidente della Repubblica di Polonia, Ignacy Mościcki, del 12 marzo 1933 (pubblicata il 14 marzo 1933 nel Giornale personale del Ministero degli Affari Militari), fu promosso al grado di tenente, con anzianità dal 1° gennaio 1933. A metà degli anni Trenta del XX secolo prestò servizio anche come istruttore e docente presso la Scuola cadetti di fanteria, in cui si era diplomato.
Nel 1937 gli fu conferita la Croce d'argento al merito dal Primo Ministro della Repubblica di Polonia. Fu nominato capitano con anzianità il 19 marzo 1938. Nel marzo 1939 prestò servizio come comandante di plotone della 4ª compagnia nel battaglione da fortezza KOP "Sarny", reggimento "Sarny",  allora al comando del colonnello Nikodem Sulik. Il 27 agosto 1939 lui e la sua compagnia occuparono i rifugi da combattimento della fortezza di Osowiec.
Il 2 settembre 1939 il maggiore Jakub Fober, lasciando "Wizna" con il suo battaglione, gli consegnò il comando dell'intera difesa della sezione "Wizna", cioè una striscia larga 9 km, che faceva parte della linea difensiva del Gruppo Operativo Indipendente "Narew" del generale Czesław Młot-Fijałkowski sui fiumi Narew e Biebrza, coprendo la destra ala del gruppo polacco. La sezione di difesa "Wizna"  era divisa in due sottosezioni, "Giełczyn" e "Kurpiki", e copriva un'importante arteria di comunicazione, la strada Łomża-Białystok e la strada Zambrów-Osowiec. Al comando di 360 soldati (di cui 20 ufficiali),  difese il settore affidatogli dagli attacchi del XIX. Armeekorps comandato dal generale Heinz Guderian, che contava 42.200 soldati, di cui 1.200 ufficiali. Durante la difesa di Wizna, conosciuta anche come le Termopili polacche, lui e il suo vice, il tenente Stanisław Brykalski, giurarono che non avrebbero lasciato vivi le posizioni difese. Secondo un rapporto non confermato nella storiografia polacca, dopo tre giorni dall'attacco tedesco, il generale Heinz Guderian minacciò che se i soldati polacchi non si fossero arresi, avrebbe fucilato i prigionieri di guerra. Nonostante la minaccia, la difesa dell'ultimo punto di resistenza - il bunker di comando di Góra Strękowa- continuò fino all'esaurimento delle munizioni. Quindi, intorno a mezzogiorno del 10 settembre, egli ordinò ai suoi soldati di deporre le armi e di arrendersi. Poi, gravemente ferito, mantenne il giuramento fatto, rimanendo nel comando e si suicidò con una granata. Con il consenso del comandante militare tedesco, i corpi del capitano Władysław Raginis e del tenente Stanisław Brykalski furono sepolti nelle immediate vicinanze del rifugio del comando situato sulla sommità di una collina sulla riva del Narew, chiamata Góra Strękowa. Quando l'Armata Rossa entrò a Wizna, i russi ordinarono che il corpo fosse dissotterrato e spostato vicino alla strada Łomża-Białystok, dove oggi si trova un obelisco.
Dopo la fine della seconda guerra mondiale a Wizna fu posta una targa con la scritta: Passante, dì alla Patria che abbiamo combattuto fino alla fine, adempiendo al nostro dovere.
La sua famiglia fu ufficialmente informata della sua morte, avvenuta vicino a Wizna, solo dopo 3 anni, nel 1943. Maria Morawska, la sorella del capitano, ricevette una notifica tramite la Croce Rossa polacca in cui si affermava che il capitano Władysław Raginis prestava servizio nel Corpo di protezione delle frontiere (Korpus Ochrony Pogranicza, KOP).
I suoi resti vennero trovati e riesumati dai membri dell'Associazione Wizna 1939 sotto la guida di Dariusz Szymanowski. Sono stati identificati dopo l'esame del DNA effettuato dal Dipartimento di Medicina Legale dell'Università di Medicina di Białystok, su richiesta di Dariusz Szymanowski, che ha diretto la riesumazione. Dopo 72 anni, i corpi del capitano Władysław Raginis e del tenente Stanisław Brykalski furono sepolti con tutti gli onori militari. Il loro funerale ufficiale ebbe luogo il 10 settembre 2011. Le salme del capitano Raginis e del tenente Brykalski furono sepolti nel rifugio del comando a Góra Strękowa vicino a Wizna.
Con la delibera del Presidium del Consiglio Nazionale di Stato del 9 gennaio 1947, fu insignito postumo della Croce d'argento dell'Ordine Virtuti militari. Il 13 maggio 1970 gli è stata conferita postuma la Croce d'oro dell'Ordine Virtuti militari quest'ordine dal Consiglio di Stato.
Postumo, con decisione del presidente Lech Kaczyński del 28 agosto 2009 gli è stata conferita la Gran Croce dell'Ordine della Polonia Restituta, consegnata il 6 settembre di quell'anno durante una cerimonia commemorativa della difesa a Wizna.
Il 1 ° agosto 2012, il ministro della Difesa nazionale Tomasz Siemoniak ha firmato la decisione di nominare postumo Władysław Raginis al grado di maggiore, cosa avvenuta l'8 settembre 2012, durante le cerimonie commemorative della battaglia di Wizna, durante le quali sono stati celebrati una messa campale e l'appello dei caduti.

### Annotazioni
1. ↑  Le sue doti di comandante e tattico furono notate dai suoi superiori.
2. ↑  Il reggimento comprendeva battaglioni da fortezza destinati a difendere le aree fortificate della cosiddetta "Linea Sosnkowski", costruita nel 1936-1939 lungo il confine polacco-sovietico.

### Fonti
1. 1 2 3 4 5 6 7 8 9 10 11 12 13 14 15 16  Strazgraniczna.
2. 1 2 3 4  Traces of War.
3. 1 2 3  Naszewidze.
4. 1 2 3 4 5 6  Dzenje.
5. 1 2 3 4 5 6 7 8  Kapitan Wladyslaw Raginis.
6. ↑  Rocznik Oficerski 1932, Warszawa: Ministerstwo Spraw Wojskowych, 1932, p. 126.
7. ↑  (PL) Zarządzenia Prezesa Rady Ministrów. Nadanie Krzyża Zasługi, in Dziennik Personalny Ministerstwa Spraw Wojskowych, vol. 2, 11 novembre 1937,  p. 40.
8. ↑  Rybka, Stepan 2006, p. 62.
9. ↑  Rybka, Stepan 2006, p. 928.
10. 1 2 3 4  Lodz.
11. ↑  Rzeczpospolita nr 293 (9109) z 2011 r. s. A6.
12. 1 2 3 4 5 6 7  Polskie Termopile.
13. 1 2 3  Wspolczesna.